# GRECE
Das Groupement de recherche et d’études pour la civilisation européenne (GRECE) ist ein Theoriezirkel der französischen extremen Rechten, welches die Nouvelle Droite begründete und maßgeblich die Ideologiebildung der gesamten westeuropäischen Neuen Rechten beeinflusste. In Frankreich wird die Nouvelle Droite weitgehend von GRECE dominiert, so dass in der französischen Publizistik die Begriffe GRECE und Nouvelle Droite (zu deutsch „Neue Rechte“, nach der Extremismusforschung eine Strömung des intellektuellen Rechtsextremismus) auch synonym verwendet werden. Als deren Gründer und führender Theoretiker gilt der französische Publizist Alain de Benoist.

## Entstehung
Gegründet wurde GRECE im Januar 1968 in Nizza durch 40 Aktivisten aus den rechtsextremen (extrême droite) Zeitschriften Cahiers Universitaires und Europe Action. Während Cahiers universitaires das Publikationsorgan der neofaschistischen Studentenorganisation Fédération des étudiants nationalistes (FEN) war, fungierte Europe action als deren Theorieorgan.
Zu den Gründern zählten neben de Benoist unter anderem Dominique Venner, Pierre Vial, Gilles Fournier, Roger Lemoine, Jean-Jacques Mourreau, Jean-Claude Rivière, Jacques Bruyas, Jean-Claude Valla, Jean Mabire, Michel Marmin und Dominique Gajas.
Die von GRECE später begründete Nouvelle Droite verstand sich als Antwort auf die Studentenproteste der 1960er Jahre und der gesellschaftlichen Impulse des Pariser Mai 1968. Diese Strömung versammelte Intellektuelle aus nahezu allen Zusammenschlüssen der traditionellen extremen Rechten, die sich aus ideologischen oder strategischen Gründen von diesen getrennt hatten. Sie hielten die alten Strukturen für verkrustet und machten ihre anhaltende Fixierung auf das Algerien-Dilemma de Gaulles für den mangelnden politischen Erfolg verantwortlich. Als Ursachen für die Erfolglosigkeit des traditionellen Rechtsextremismus nannte Benoist das Fehlen einer langfristig angelegten politischen Strategie, den Mangel an konkreten politischen Zielsetzungen, das Fehlen einer klar formulierten und wissenschaftlich abgesicherten Theorie, das Ignorieren des kulturellen Umfeldes als politisches Kampffeld und schließlich die Fixierung auf vergangene Konzeptionen aus der Zeit des Nationalsozialismus und des Faschismus, die überholt seien und keine Attraktivität ausstrahlen würden. Dies sollte nun durch eine neue zeitgemäße Programmatik geändert werden.

## Ziele und Inhalte
Das Ziel der Nouvelle Droite, beziehungsweise der Protagonisten von GRECE, war ein vollkommener Erneuerungsprozess. In ihren Worten wollte man einen neuen „ideengeschichtlichen, metapolitischen, umfassenden Bezugsrahmen“ für eine moderne rechte Programmatik erarbeiten. Die entwickelten Positionen zeigten jedoch keine grundlegenden Unterschiede zum bisherigen Rechtsextremismus. Im Wesentlichen waren es ideologische und strategische Differenzen unter Beibehaltung der extremen Grundpositionen. Feindbild der „Neuen Rechten“ wie auch der „Alten Rechten“ sind die „egalitären Ideologien“, wozu diese Liberalismus, Marxismus und Christentum zählen.
Die theoretischen Vorbilder lassen sich in drei Gruppen einteilen. Erstens die Vertreter der deutschen Konservativen Revolution wie Ernst Jünger, Edgar Julius Jung, Arthur Moeller van den Bruck, Carl Schmitt und Oswald Spengler. Zweitens intellektuelle Anhänger oder Wegbereiter des italienischen Faschismus wie Julius Evola, Robert Michels, Vilfredo Pareto oder Georges Sorel und drittens „Erbforscher“ wie Hans Jürgen Eysenck, Irenäus Eibl-Eibesfeldt, Arthur Jensen und Konrad Lorenz. Aus deren Werken erstellten die Protagonisten von GRECE selektiv und willkürlich, und ohne damit verbundene Widersprüche zu problematisieren, die Weltanschauung der Nouvelle Droite.
Von Antonio Gramsci übernahmen sie die Vorstellung eines Kulturkampfes, in dem es darum gehe, vor der politischen die kulturelle Hegemonie zu gewinnen, d. h. den vorpolitischen Raum zu besetzen. Die Nouvelle Droite steht in Gegnerschaft zum Egalitarismus und den Ideen von 1789. „Gegen Freiheit, Gleichheit, Brüderlichkeit setzt die Nouvelle Droite die Bindung an die (Volks-)gemeinschaft, die natürliche Ungleichheit der Menschen und Rassen sowie den Gedanken sich selbst bildender heroischer Eliten.“
Gegen die vorgebliche politische, militärische und kulturelle Hegemonie der USA, die als Endpunkt des liberalkapitalistischen Individualismus betrachtet wird, setzt die Nouvelle Droite auf die Identität der europäischen Völker, gegen den kapitalistischen „Krämergeist“ den Primat der Politik im Sinne Carl Schmitts.
Immer wieder wird in der französischen Literatur GRECE als neopagane Organisation beschrieben. Die Unterstützung neuheidnischer Ideen und die Bezugnahme auf keltische und germanische Mythologie, die dem Christentum und dem Monotheismus gegenübergestellt werden, gehört zu den ideologischen Besonderheiten der GRECE. So kennzeichnete der französische Politologe Stéphane François den Neopaganismus als einen wichtigen Bestandteil der GRECE-Doktrin.

## Programm
Der Titel eines Kolloquiums des GRECE „Für einen Gramscianismus von rechts“ spricht für die Programmatik dieser Organisation, die mit dem Slogan „Kulturrevolution von rechts“ über Frankreich hinaus Beachtung fand. Neben Gramsci wird seit 2005 auch Marx in positiver Form rezipiert. Als Anknüpfungspunkt dient hier Heideggers „strategisch geschickte Verbeugung vor Marx“ im Brief über den Humanismus.
Eines der Hauptschwerpunkte von GRECE war die Herausgabe der Zeitschriften Nouvelle École (1968 von Benoist gegründet) und Eléments (ab 1973). Während die Nouvelle École einen eher wissenschaftlich-enzyklopädischen Anspruch hat, der möglichst viele Bereiche abdecken soll, dominiert in den literarischeren Élements die politische Polemik. Beide Publikationen bemühen sich um eine Renaissance rechtsgerichteten Denkens und stehen vor allem im Dienste der sogenannten „Metapolitik“, also der „intellektuellen, philosophischen und theoretischen Reflexion“ (Benoist) im Gegensatz zur direkten politischen Betätigung. Benoist vertritt ideologisch einen Neopaganismus, der an eine ursprüngliche, polytheistische indogermanische Religion anknüpfen soll.
GRECE publiziert unter der Leitung von Michel Thibault auch die Zeitschrift Cartouches – L'actualité des idées. Zu deren Redaktion gehören Charles Berrias, Rodolphe Badinand, Léonard Chambolle, Eric Cotentin, Olivier Diaboc, Georges Feltin-Tracol, Arnaud Guyot-Jeannin, François Labeaume, Christophe Levalois, Pierre le Vigan, Alexandre Nicolas, Eric Robert, Christian Ville, Dominique Taccella und Janis Trisk; unter ihren Korrespondenten sind Gerwig Helman (Deutschland), Jürgen Hatzenbichler (Österreich), Manuel Rodrigues Péon (Spanien), Guglielmo Alessio (Italien) und Bogdan G. Radulescu (Rumänien).